# آشاقی قره گووندلی
آشاقی قره گووندلی (به ترکی آذربایجانی: Aşağı Qaragüvəndli) یک منطقه مسکونی در جمهوری آذربایجان است که در شهرستان ایمیشلی واقع شده است.